# Піфагорова мозаїка

Піфагорова мозаїка

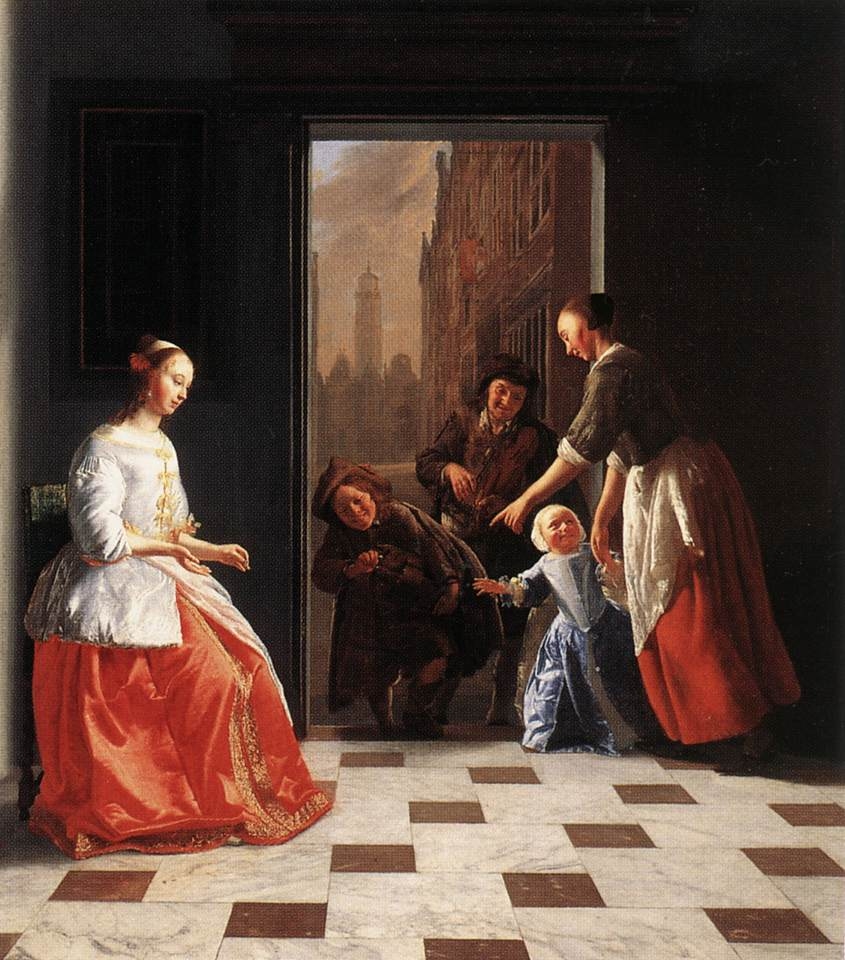
Вуличні музиканти в дверях багатого будинку, Якоб Охтервелт, 1665. Як зауважив Нельсен, підлога на цій картині є піфагоровою мозаїкою

Піфагорова мозаїка (замощення двома квадратами) — замощення евклідової площини квадратами двох різних розмірів, у якому кожен квадрат дотикається до чотирьох квадратів іншого розміру своїми чотирма сторонами. Виходячи з цієї мозаїки, можна наочно довести теорему Піфагора, за що мозаїка й отримала назву піфагорової. Мозаїка часто використовується як візерунок для кахельної підлоги. В цьому контексті мозаїка відома також як візерунок класів.

## Топологія і симетрія
Піфагорова мозаїка є єдиною мозаїкою з двома квадратами різного розміру, в якій жодні два квадрати не мають спільної сторони, і разом з тим будь-які два квадрати одного розміру можна відобразити один в одного симетрією мозаїки.
Топологічно піфагорова мозаїка має таку саму структуру, як і зрізана квадратна мозаїка з квадратів і правильних восьмикутників. Менші за розміром квадрати в піфагоровій мозаїці суміжні чотирьом великим плиткам, як і квадрати зрізаної квадратної мозаїки, тоді як великі квадрати піфагорової мозаїки суміжні восьми сусідам, почергово великим і малим, так само, як восьмикутники зрізаної квадратної мозаїки. Однак ці дві мозаїки мають різні симетрії — зрізана квадратна мозаїка має діедральну симетрію відносно центра кожної плитки, тоді як піфагорова мозаїка має менший циклічний набір симетрій навколо відповідних точок, утворюючи симетрію p4. Мозаїка хіральна, що означає неможливість отримати її з дзеркального образу тільки паралельними перенесеннями і поворотами.
Однорідна мозаїка — мозаїка, в якій кожна плитка є правильним багатокутником і в якій існує симетрія, що відображає будь-яку вершину в будь-яку іншу вершину. Зазвичай від однорідної мозаїки вимагається додатково, щоб плитки стикалися ребро до ребра, але якщо це обмеження відкинути, то є вісім додаткових однорідних мозаїк — чотири утворюються з нескінченних стрічок квадратів або правильних трикутників, три утворюються з правильних трикутників і правильних шестикутників і восьма — піфагорова мозаїка.

## Теорема Піфагора і розрізання

Площа складеного за Перігалем з п'яти частин нижнього квадрата дорівнює сумі площ лівого і правого квадратів

Розрізування на п'ять частин, що використовується в доведенні Ан-Найрізі і Сабіта ібн Курри (ліворуч) і (праворуч)

Мозаїка названа піфагоровою, оскільки її використовували для доведення теореми Піфагора арабські математики дев'ятого століття Ан-Найрізі і Сабіт ібн Курра, а в XIX столітті — британський математик-аматор Генрі Перігаль. Якщо сторони двох квадратів, що утворюють мозаїку, позначити літерами {\displaystyle a} і {\displaystyle b}, то найменшою відстанню між відповідними точками однакових квадратів буде {\displaystyle c} — довжина гіпотенузи прямокутного трикутника, катети якого дорівнюють {\displaystyle a} і {\displaystyle b}. Наприклад, на малюнку зліва два квадрати піфагорової мозаїки мають довжини 5 і 12 одиниць, а довжина сторони накладеної квадратної мозаїки (червоні лінії) дорівнює 13, що відповідає піфагоровій трійці (5,12,13).
Шляхом накладання квадратної ґратки зі стороною {\displaystyle c} на піфагорову мозаїку можна отримати розрізання двох нерівних квадратів зі сторонами {\displaystyle a} та {\displaystyle b} на п'ять частин, з яких можна скласти квадрат зі стороною {\displaystyle c}, це показує, що два менших квадрати в сумі мають таку саму площу, як і великий квадрат. Так само, накладення двох піфагорових мозаїк можна використати для розрізання двох нерівних квадратів на шість частин, з яких можна скласти два інших нерівних квадрати.

## Аперіодичні перерізи

Аперіодична послідовність, утворена з мозаїки, утвореної двома квадратами, довжини сторін яких утворюють золоту пропорцію

Хоча піфагорова мозаїка періодична (вона має квадратну ґратку паралельних переносів), її перетини можна використати для утворення одновимірних неперіодичних послідовностей.
У «блоковій побудові» аперіодичних послідовностей будується піфагорова мозаїка з двома квадратами, відношення довжин сторін яких ірраціональне (дорівнює {\displaystyle x}). У цьому випадку вибирають пряму, паралельну сторонам квадратів, і утворюється послідовність двійкових значень залежно від квадрата, який пряма перетинає: 0 відповідає перетину більшого квадрата, а 1 — перетину меншого квадрата. У цій послідовності кількості входжень нулів і одиниць відносяться як {\displaystyle x\colon 1}. Цю пропорцію неможливо отримати періодичною послідовністю нулів і одиниць, оскільки {\displaystyle x} ірраціональне.
Якщо {\displaystyle x} вибрати рівним золотому перетину, послідовність нулів і одиниць, утворена таким способом, має таку ж рекурсивну структуру, як слово Фібоначчі — її можна розбити на підрядки виду «01» і «0» (тобто без двох послідовних одиниць) і якщо ці два підрядки послідовно замінювати коротшими рядками «0» і «1», отримаємо інший рядок з такою самою структурою.

## Пов'язані результати
За гіпотезою Келлера, будь-яка мозаїка з однакових квадратів на площині повинна містити два квадрати, які дотикаються ребро до ребра. Ніякі два квадрати піфагорової мозаїки не дотикаються ребро до ребра, але цей факт не порушує гіпотези Келлера, оскільки не всі квадрати однакові.
Піфагорову мозаїку можна узагальнити на тривимірний евклідів простір як замощення кубами двох різних розмірів, які дотикаються подібним чином. Аттіла Больчкей називає такі тривимірні замощення мозаїками Роджерса. Він висловив припущення, що в будь-якій розмірності, більше трьох, існує єдиний спосіб замощення простору гіперкубами двох різних розмірів з властивостями, аналогічними описаним вище (ніякі два гіперкуби не мають спільної сторони та будь-які два гіперкуби одного розміру можна відобразити один в одного симетрією мозаїки).
Бернс і Рігбі знайшли деякі протоплитки, зокрема сніжинку Коха, які можна використати для замощення площини двома або більше копіями різних розмірів. Раніша стаття Данцера, Ґрюнбаума і Шепарда наводить інший приклад — опуклий п'ятикутник, який замощує площину тільки в комбінації двох розмірів. Хоча піфагорова мозаїка використовує квадрати двох різних розмірів, квадрати не мають таких самих властивостей, що й зазначені протоплитки, якими можна замостити площину тільки двома (і більше) плитками різних розмірів, оскільки площину можна замостити квадратами одного розміру.